# Indiscretion
Indiscretion er en amerikansk stumfilm fra 1917 af Wilfrid North.

## Medvirkende
- Lillian Walker som Penelope Holloway
- Walter McGrail som Jimmy Travers
- Richard Wangermann som Marcellus Holloway
- Mrs. West som Mrs. Travers
- Katharine Lewis som Margery Travers